# 那平堰
那平堰，位于中国广东省湛江市徐闻县徐城东三里处，为徐闻县的一个县级文物保护单位，类型为古建筑，公布时间为2005年4月29日。
那平堰的历史年代为清代。